# Hermon
De Hermon of de Hermonberg (Arabisch: جبل الشيخ – Jabal al-Sjaikh 'berg van de sjeik', ook wel aangeduid als 'sneeuwberg') is een berg in de Anti-Libanon, op de huidige grens van Libanon en Syrië. Met 2814 meter boven de zeespiegel is het de hoogste berg van Syrië. De Hermon grenst aan het uiterste noorden van de Golanhoogten. Na de vlucht van Assad in december 2024 bezette het Israëlische leger de strategische berg.

## Grensgebied en rivieren
De zuidelijke en zuidwestelijke hellingen van de Hermon worden met de ten zuiden ervan liggende Golanhoogten door Israël bezet sinds het einde van de Zesdaagse Oorlog op 10 juni 1967. De toppen zelf waren onder Syrische controle gebleven. Aan de voet van de Hermon liggen de door Israël bezette bronnen van de rivier de Panias. Een andere rivier die aan de voet van de Hermon ontspringt, is de rivier de Dan. Beide maken deel uit van de vier rivieren die de oorsprong van de rivier de Jordaan vormen. De Dan geldt als de belangrijkste toeleverancier van deze rivier en was de enige bron van de Jordaan die reeds voor de Zesdaagse Oorlog in Israëlische handen was.

## Hebreeuwse Bijbel
De Hermon wordt een aantal malen in de Hebreeuwse Bijbel genoemd. Zo wordt driemaal in de Psalmen gezongen over de Hermon (Ps. 42, 89 en 133). De Hermon geldt in de Hebreeuwse Bijbel als de noordgrens van het door God aan de Israëlieten beloofde land.

## Skigebied
Op de helling van de Hermon ligt een skigebied met skischool waar veel Israëli's komen. Er is  pistebewaking en er wordt gesleed en  Noords geskied. Onder- en bovenaan de piste bevinden zich restaurants.
- Hoogste skiniveau: 2.073 m
- Aantal skipistes: 14
- Totale lengte van de skipistes: 45 km
- Aantal skiliften: 5

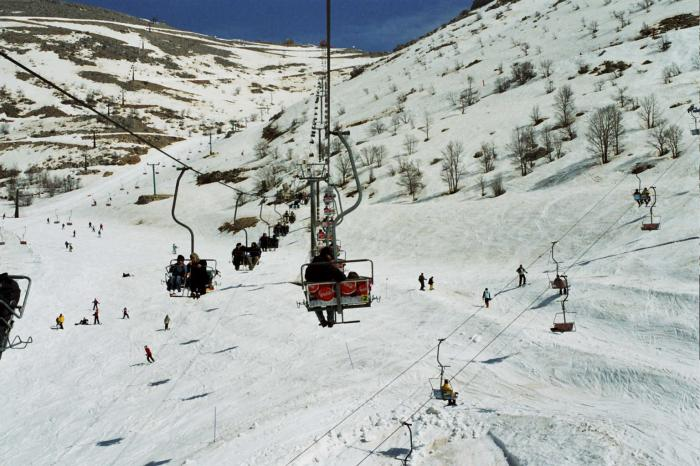
Skilift en skipiste op de Hermon
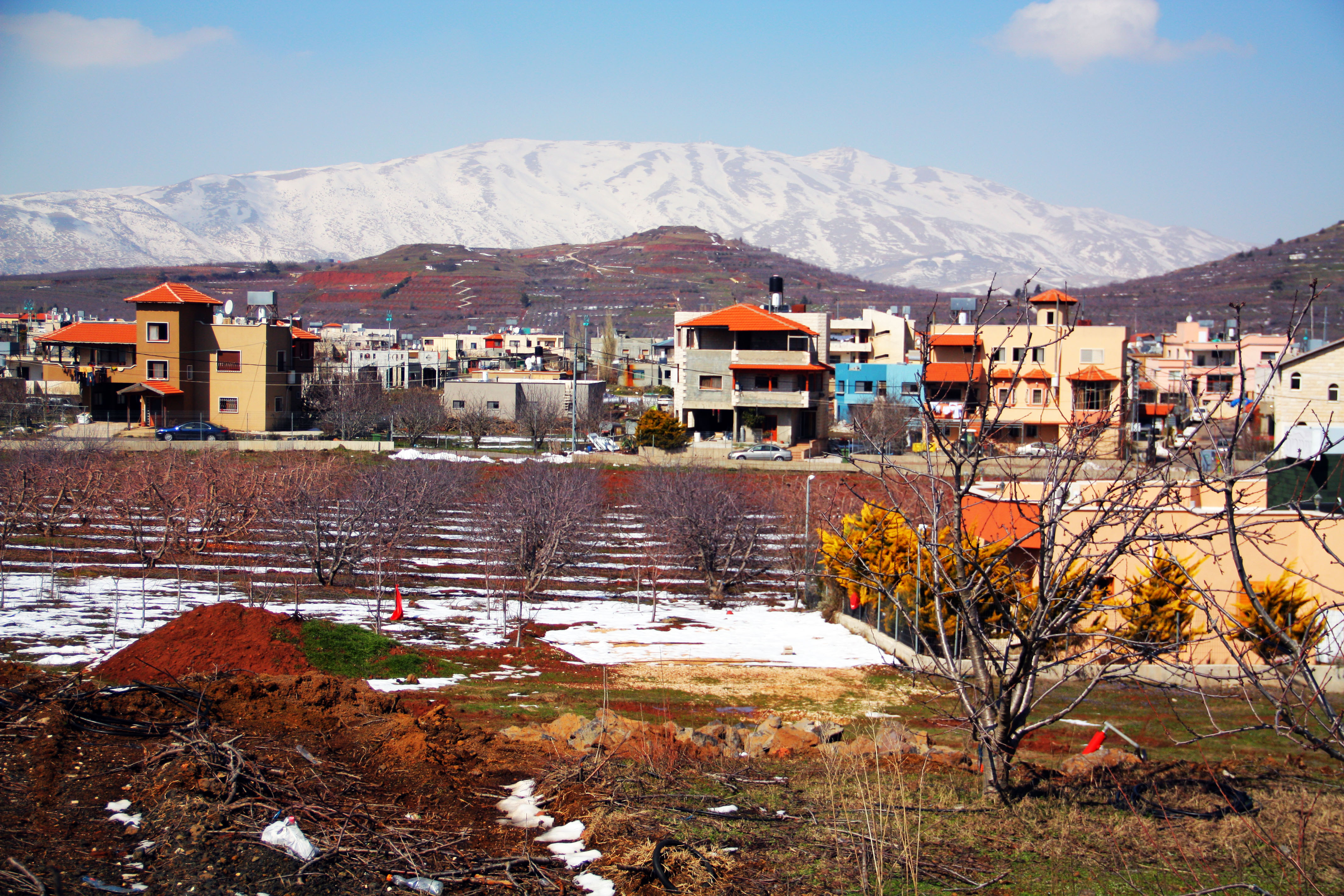
Het Druzische dorp Mas'ade met op de achtergrond de Hermon
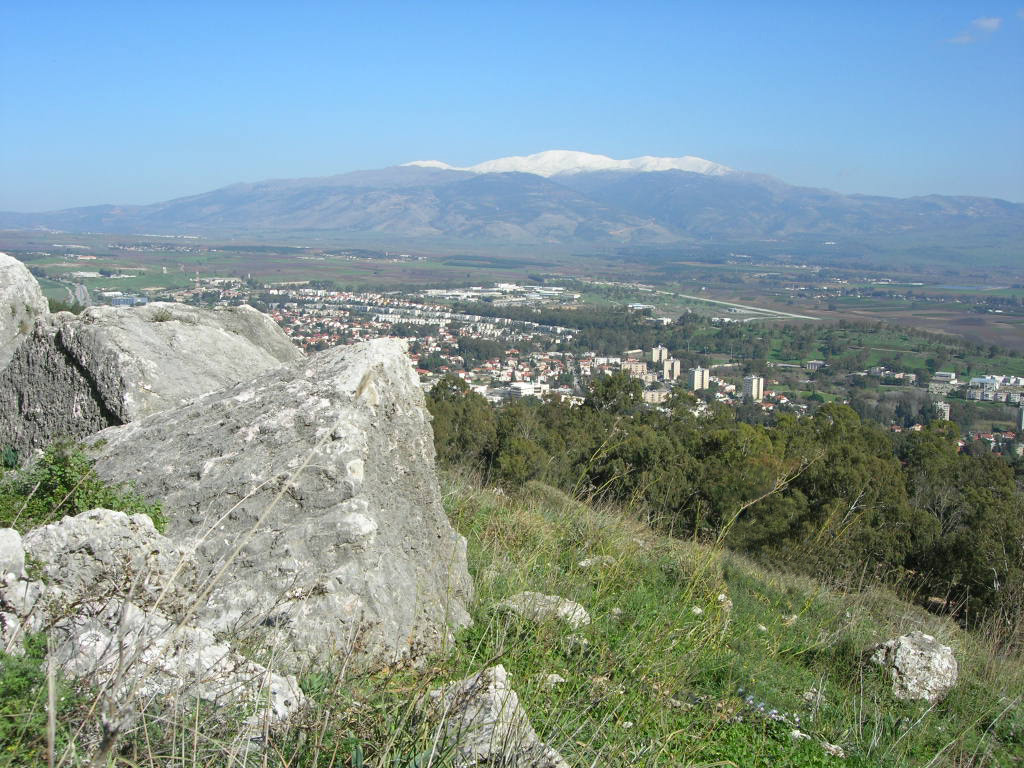
Uitzicht op Kirjat Sjmona en de Hermon